# Маркуньо, Альфредо
Альфредо Мартинес Маркуньо (род. 9 февраля 1961) — испанский самбист и борец вольного стиля, бронзовый призёр чемпионата Европы 1982 года по самбо, бронзовый призёр чемпионата мира 1981 года по самбо, серебряный призёр Кубка мира 1983 года по самбо, участник соревнований по вольной борьбе на летних Олимпийских игр 1988 года в Сеуле.
На Олимпиаде Маркуньо проиграл по очкам американцу Тиму Ванни и сирийцу Мохамеду Эль-Мессути и выбыл из борьбы за медали.
Маркуньо является основателем и руководителем спортивного клуба «Кузуши» (Виго).